# Österreichischer Journalistinnenkongress

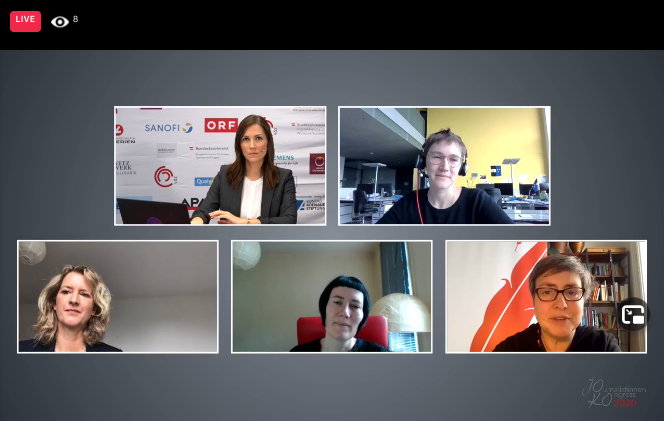
Coronabedingt musste der 21. Journalistinnenkongress als Online-Veranstaltung abgehalten werden

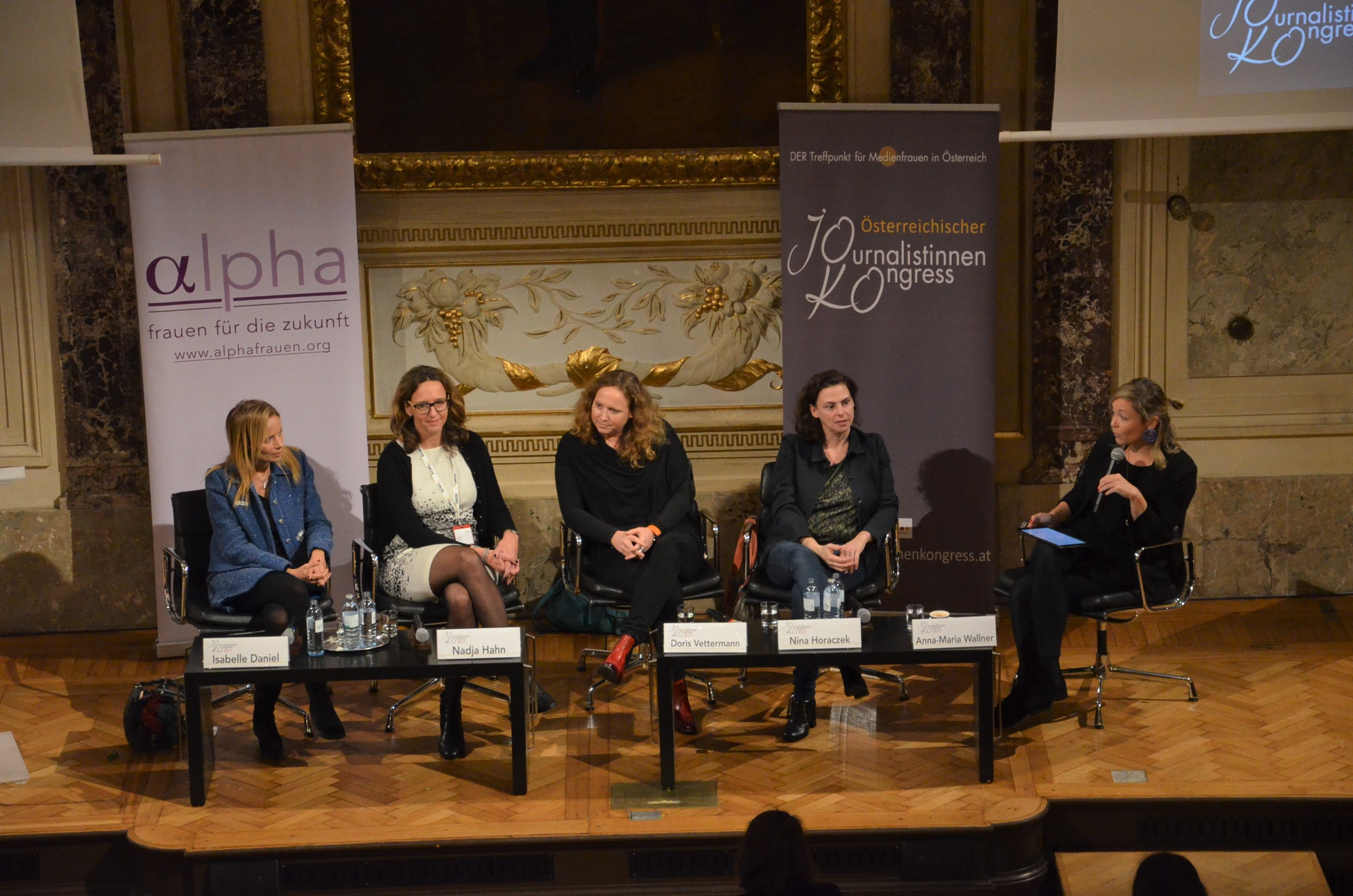
Österreichischer Journalistinnenkongress 2017

Der Österreichische Journalistinnenkongress ist eine jährliche Zusammenkunft von Vertreterinnen der Kommunikationsbranche Österreichs, die sich für die Förderung von Frauen in Medienberufen einsetzen und ihnen eine Plattform zur Vernetzung bieten.
Unter dem Generalthema Gläserne Decke wurde der Kongress 1998 als Initiative Maria Schaumayers, Maria Rauch-Kallats und der Industriellenvereinigung ins Leben gerufen und findet seither einmal jährlich im Haus der Industrie in Wien statt. Er zählt regelmäßig rund 300–400 Besucherinnen. Seit dem 15. Kongress am 5. November 2013 findet die Konferenz jährlich unter der Leitung eines neuen Teams statt.
Traditionsgemäß verleiht der Österreichische Journalistinnenkongress jedes Jahr am Vorabend, den Medienpreis der Medienlöwin (eig. MedienLÖWIN), um Vertreterinnen der Medienbranche zu würdigen.

## Entwicklung
Ausgangspunkt bei der Gründung des Kongresses 1998 war, dass Frauen in Medienunternehmen (Zeitungen, Magazinen, TV und Radio) nur selten in Spitzenpositionen anzutreffen waren. Außer in den speziell für Frauen ausgelegte Formaten, fand sich am Ende des 20. Jahrhunderts in der Medienbranche Österreichs keine einzige weibliche Ressortleiterin. Folglich widmete sich der Kongress besonders in den ersten Jahren insbesondere den Themen Karriere und Frauen in Führungspositionen.
Mittlerweile befasst sich der Kongress nicht mehr ausschließlich mit frauenspezifischen Themen, sondern widmet sich auch generellen und weltweit gültigen medienpolitischen Problemstellungen. Das kann auch auf den Fortschritt der Frauen zurückgeführt werden, die in der Zwischenzeit Führungspositionen in Medienunternehmen und berufliche Erfolge in verschiedenen Medienformaten erreichen konnten. Insofern scheint die Entwicklung des Kongresses die allgemeinen Entwicklungen der Kommunikationsbranche widerzuspiegeln.
Der Kongress wurde mit den Jahren um nationale und internationale Referentinnen erweitert, die Vorträge und Workshops halten. Die Inhalte werden als Kongressdokumentation erfasst und im Archiv frei zur Verfügung gestellt. Die in der Datenbank erfassten Expertinnen werden von den beteiligten Frauennetzwerken und Journalistinnen empfohlen, mit dem Ziel eine dichte Vernetzung mit anderen Frauennetzwerken, Ausbildungsinstitutionen im Medienbereich, Medienpartnern sowie Genderbeauftragten zu ermöglichen.

## Ablauf
Der Programmablauf folgt jährlich einem ähnlichen Schema. Demnach folgen auf die Begrüßung mehrere Präsentationen und Vorträge, die verschiedene Perspektiven und Herangehensweisen an die mit dem Schwerpunktthema verbundenen Problemstellungen aufzeigen. Darauf folgen Workshops, in denen die Problemfelder  in kleineren Gruppen bearbeitet, diskutiert und Lösungsansätze besprochen werden. Deren Ergebnisse werden in einem weiteren Programmpunkt dem gesamten Publikum vorgestellt, woraus schlussendlich ein Fazit gezogen wird.

## Themen
Die Schwerpunktthemen seit der Gründung des Kongresses waren:
- 3. November 1998: Die gläserne Decke – Was fehlt den Medien?[4]
- 30. November 1999: Wegweiser nach oben
- 27. November 2000: Frau im Bild – Darstellungen zwischen Realität und Vorurteil
- 14. November 2001: Geld oder Leben – Karriere mit Lebensqualität
- 2002: (kein Kongress)
- 17. November 2003: Frauen gehören gehört
- 15. März 2004: Frauen fördern Frauen
- 11. April 2005: Medienfrauen grenzenlos
- 30. März 2006: Internationale Vernetzung
- 12. Oktober 2007: Wert und Quote
- 9. Oktober 2008: Durchstarten – Stufe 2
- 14. Oktober 2009: Neue Herausforderungen – Szenarien und Lösungsansätze für die Zukunft
- 19. Oktober 2010: Platz für große Töchter
- 2. November 2011: Alles ist möglich
- 8. November 2012: Mut zur Veränderung
- 5. November 2013: Digitalisierung – Herausforderung und Chance
- 5. November 2014: Medien zwischen Geld und Geist
- 3. November 2015: WhatsApp, Oma? Medienverhalten der Generationen
- 9. November 2016: Hypes & Hoaxes, Inszenierung und Glaubwürdigkeit
- 7. November 2017: Democracy first – Zur Verteidigung demokratischer Werte
- 7. November 2018: 20 years ago – 20 years ahead – Rückschritt oder Vormarsch?
- 6. November 2019: Nix ist fix – Journalistinnen unter Druck
- 14. November 2020: Neues Spiel – neue Regeln. Wie Frauen von der Transformation profitieren.

Der 22. Kongress musste auf Grund der COVID-19-Pandemie zu einem Unlimited Online-Kongress umgeändert werden.
- 10. November 2021: It’s the Economy, Ladies!

- 9. November 2022: Verlottern? Verteufeln? Verhungern? Qualitätsjournalismus unter Druck.

- 8. November 2023: Demokratie und Medien. Die Rolle der vierten Kraft.

- 6. November 2024: Wo lassen Sie denken? KI, Propaganda & Co: Gift für die Gesellschaft?

- 5. November 2025: Von Autokraten bedroht, von Konzernen gekauft - Wie kommt der Journalismus aus der Krise?

Über den Kongress hinaus wirkende Initiativen waren der unter anderem der Einsatz für eine geschlechtergerechte Sprache in unterschiedlichsten Medienformaten und die Gründung der Plattform medienfrauen.net, mit der eine  österreichische Expertinnen-Datenbank zur Verfügung steht. Als Rechercheinstrument für Journalistinnen, PR-Fachleute und Veranstalter, entstanden in Kooperation mit Frauennetzwerk Medien, Club alpha und dem Netzwerk des Oberösterreichischen Presseclubs, soll damit die Suche nach qualifizierten Ansprechpartnerinnen erleichtert werden.